# Koronacja Matki Boskiej z aniołami i świętymi
Koronacja Matki Boskiej z aniołami i świętymi – obraz włoskiego malarza religijnego wczesnego renesansu, namalowany w 1432 roku. 

## Historia obrazu
Pierwotnie dzieło znajdowało się w kościele Sant'Egido, znajdującym się koło szpitala Santa Maria Nouva we Florencji. Początkowo należał do predelli, w skład której wchodziły dwa inne obrazy Zaślubiny Marii i Zaśnięcie Marii (obecnie w Museo di San Marco). W 1825 roku środkowa część ołtarza trafiła do galerii Uffizi. Tam otrzymała neoklasyczne obramowanie z fryzem z muszli i palmet.

## Tematyka obrazu
Pomimo tytułu obrazu, obraz ukazuje Matkę Boską w scenie ozdobienia klejnotem korony przez Chrystusa na Królową Niebios. Na głowie ma już koronę. Wokół postaci zgromadzeni są aniołowie dmący w trąby. Poniżej znajdują się postacie świętych. Po lewej stronie, na pierwszym planie ukazany został patron kościoła święty Idzi, przyodziany w szaty pontyfikalne, w błękitnym płaszczu i pastorałem. Obok niego stoi biskup florencki św. Zenobiusz oraz św. Franciszek, święty Dominik, św. Benedykt i św. Hieronim. Dzięki dużej dokładności w twarzach świętych doszukano się kilku postaci m.in. podobizna św. Idziego jest portretem Antonina Pierozziego, biskupa Florencji i przełożonego klasztoru dominikanów San Marco. 
Od postaci Marii i Chrystusa emanuje światło skierowane w kierunku świętych, a postacie są skąpane w blasku złota.